# 烏克蘭卡 (克里維里赫區)
烏克蘭卡（烏克蘭語：Українка），是烏克蘭中部第聶伯羅彼得羅夫斯克州克里維里赫區瓦庫洛韋市鎮的村落。處於巴扎夫盧克河右岸，距離薩多韋3.5公里，海拔高度83米，2001年人口177。